# Norlandy Taveras
Norlandy Taveras Sanchez (San Juan, 17 november 1989) is een wielrenner uit de Dominicaanse Republiek.

## Carrière
In 2015 werd Taveras nationaal kampioen op de weg door in de straten van Santo Domingo Diego Milán en Wendy Cruz naar de dichtste ereplaatsen te verwijzen.

## Overwinningen
2009
2e etappe Ronde van Chiapas
2015
7e etappe Vuelta Independencia Nacional
Dominicaans kampioen op de weg, Elite
2016
1e (ploegentijdrit) en 5e etappe Vuelta Independencia Nacional